# Lakewood Shores
Lakewood Shores – jednostka osadnicza w Stanach Zjednoczonych, w stanie Illinois, w hrabstwie Will.